# 亞速鋼鐵廠
47°05′53″N 37°36′36″E / 47.098°N 37.61°E
亞速鋼鐵廠（羅馬化：Metalurhiinyi Kombinat Azovstal；PFTS：AZST）是乌克兰最大的鋼鐵廠之一，屬於Metinvest公司。

## 历史

### 20世纪
1930年成立於頓內次克州马里乌波尔。1935年1月，亞速鋼鐵廠投产。
1941年，纳粹德国占领马里乌波尔时，該廠停止營運。1943年9月，马里乌波尔被蘇聯收復后，工厂进行了重建。

### 21世纪
由于烏克蘭的环境法规比較鬆弛以及亞速鋼鐵廠內的设备過度老舊，马里乌波尔被国家地理杂志称为乌克兰污染最严重的城市之一。2011年以前，亞速鋼鐵廠一直是烏克蘭十大污染最嚴重的企業。2018年和2019年，马里乌波尔居民上街抗议。

#### 2022年俄羅斯入侵烏克蘭期間
2022年3月，在俄罗斯围攻马里乌波尔期间，工厂严重受损。前頓涅茨克州長謝爾蓋·塔魯塔表示，俄罗斯军队几乎摧毁了工厂。 4月16日，除了亞速鋼鐵廠以外的马里乌波尔市區皆被俄軍佔領，俄軍要求堅守亞速鋼鐵廠的亞速營戰士投降，但遭拒絕。5月4日，俄軍試圖發起全面進攻，但被擊退。5月7日，烏克蘭副總理伊琳娜·韦列休克表示所有婦孺及老人皆已成功從該廠撤離。5月16日，烏克蘭最高統帥部要求亞速營停止抵抗。翌日，53名重傷者投降並被送往新亞速斯克的醫院治療，另有211人通過人道主義走廊前往奥莱尼夫卡，標誌著歷時82天的马里乌波尔围城战的結束。頓涅茨克人民共和國領導人杰尼斯·普希林隨後宣稱未來將拆除亞速鋼鐵廠。